# كلوس
كلوس هي قرية في مقاطعة خوي، إيران. يقدر عدد سكانها بـ 0 نسمة بحسب إحصاء 2016.